# Grand Prix de Tennis de Toulouse 1992
Il Grand Prix de Tennis de Toulouse 1992  è stato un torneo di tennis giocato sul cemento. È stata l'11ª edizione del Grand Prix de Tennis de Toulouse, che fa parte della categoria World Series nell'ambito dell'ATP Tour 1992. Il torneo si è giocato a Tolosa in Francia, dal 5 all'11 ottobre 1992.

## Campioni

### Singolare maschile
Guy Forget ha battuto in finale  Petr Korda con il punteggio di 6–3, 6–2

### Doppio maschile
Brad Pearce /  Byron Talbot hanno battuto in finale  Guy Forget /  Henri Leconte con il punteggio di 6–1, 3–6, 6–3